# SC Paderborn 07
 (août 2023).
Si vous disposez d'ouvrages ou d'articles de référence ou si vous connaissez des sites web de qualité traitant du thème abordé ici, merci de compléter l'article en donnant les références utiles à sa vérifiabilité et en les liant à la section « Notes et références ».
Maillots
Actualités
Le SC Paderborn 07 est un club allemand de football évoluant en Bundesliga ll et basé à Paderborn à l'Est de la Rhénanie du Nord-Westphalie.

## Dates clés
- 1907 : fondation du SV 07 Schloss Neuhaus.
- 1908 : fondation du FC Preussen Paderborn.
- 1910 : fondation du TuS Sennelager.
- 1913 : des membres du club font scission et créent le SV 1913 Paderborn. Le FC Preussen Paderborn prit le nom de VfB Paderborn.
- 1920 : VfB Paderborn se renomme en VfJ 08 Paderborn.
- 1945 : Dissolution des clubs par les Alliés. Les cercles sont rapidement reconstitués.
- 1968 : fusion du VfJ 08 Paderborn et du SV 1913 Paderborn pour former le 1. FC Paderborn.
- 1973 : fusion du SV 07 Schloss Neuhaus avec le TuS Sennelager pour former le TuS Schloss Neuhaus.
- 1985 : fusion du TuS Schloss Neuhaus avec le 1. FC Paderborn pour former le TuS Paderborn-Neuhaus.
- 1998 : TuS Paderborn-Neuhaus se renomme en Sport-Club Paderborn 07 e.V..

## Histoire
Le SC Paderborn 07 actuel puise ses origines dans les traditions et l'histoire de trois cercles:  le SV 07 Neuhaus, le FC Preussen Paderborn 1908, et le TuS Sennelager 1910.

### SV 07 Schloss Neuhauss
Ce club fut fondé en 1907 à Schloss Neuhaus une commune de l'entité de Paderborn. Ce club resta relativement anonymement dans les séries inférieures jusqu'au terme de la Seconde Guerre mondiale. En vue de la saison 1944-1945, le cercle gagna sa place en Gauliga Westfalen mais les compétitions furent interrompues après un match.
Dissous par les Alliés en 1945 (voir Directive n°23), le club fut rapidement reconstitué.
Il joua dans les séries "Amateur" jusqu'en 1973. Le cercle fusionna alors avec le TuS Sennelager, créé en 1910, pour former le TuS Schloss Neuhaus.

### TuS 07/10 Schloss-Neuhaus

logo du TuS Schloss Neuhaus

Dès sa constitution en 1973, le TuS Schloss Neuhaus joua en Verbandsliga Westfalen. Deux relégations furent corrigées par des remontées directes. En 1978, le club devint un des fondateurs de l'Oberliga Westfalen, une ligue instaurée au 3e niveau de la hiérarchie. Lors de la saison inaugurale, le TuS Schloss Neuhaus termina vice-champion derrière le SC Herford.
En 1982, le club fut champion et monta en 2. Bundesliga. Ne pouvant éviter la dernière place la saison suivante, il redescendit.
En 1985, le TuS Schloss Neuhaus fusionna avec le 1. FC Paderborn pour former le TuS Paderborn-Neuhaus.

### FC Preussen Paderborn 1908
Le FC Preussen Paderborn fut créé en 1908. Cinq ans plus tard, à la suite de dissensions internes, le club se scinda. Une partie des membres s'en allèrent et créèrent le SV 1913 Paderborn. Ce qu'il restait du "FC Preussen" prit alors le nom de VfB Paderborn qui en 1920 opta pour l'appellation Verein für Jungend 07 Paderborn ou VfJ 08 Paderborn.
Les deux clubs continuèrent d'exister jusqu'au terme des années 1960. Dissous par les Alliés à l'issue de la Seconde Guerre mondiale, ils furent reconstitués.
Le SV 1913 Paderborn fut le moins en vue des deux. Il ne joua qu'une seule saison (1955-1956) dans la plus haute ligue de Westphalie. Le VfJ 08 Paderborn, par contre, évolua plusieurs saisons dans ce qui était alors nommé la Landesliga Westfalen. Il en remporta le titre en 1952. Durant le tour final, il ne parvint pas à décrocher sa place en 2. Oberliga West. Par la suite, le club se fit plus discret et recula dans la hiérarchie.
En 1968, le VfJ 08 Paderborn et le SV 1913 Paderborn se retrouvèrent et s'unirent pour former le 1. FC Paderborn.

### 1. FC Paderborn

logo du 1. FC Paderborn

Deux ans après sa création par fusion, le 1. FC Paderborn remonta en Amateurliga Westfalen (ou Verbandsliga Westfalen). En 1978, le club remporta son groupe mais échoua en finale contre le DSC Wanne-Eickel. Il prit part au tour final pour la montée en 2. Bundesliga mais y fut éliminé au tour préliminaire par la Kieler SV Holstein. Toutefois grâce à son bon classement, le 1. FCP fut qualifié pour être un des fondateurs de l'Oberliga Westfalen, créée au 3e étage de la pyramide du football ouest-allemand la saison suivante.
Vice-champion derrière le SpVgg Erkenschwick en 1980, le club conquit le titre 1981 mais il ne monta en 2. Bundesliga car celle-ci se voyait réduite de 2 à 1 série pour la saison suivante.
Lors des trois championnats qui suivirent son titre, le 1. FC Paderborn recula sérieusement dans le classement, ne dépassant plus la 9e place. Au terme de la saison 1984-1985, il fusionna avec le TuS Schloss Neuhaus  pour former le TuS Paderborn-Neuhaus.

### TuS Paderborn-Neuhaus

logo du TuS Paderborn-Neuhaus

Lors de sa première saison, le club fusionné termina vice-champion en Oberliga Westfalen derrière l'ASC Schöppingen. Le club resta toujours dans la première partie du classement. Il fut de nouveau vice-champion en 1990, derrière cette fois l'Arminia Bielefeld.
En 1994, le TuS Paderborn-Neuhaus fut "Westfalen Meister" et participa au tour final pour la montée. Il ne se classa que troisième sur 4 dans un groupe remporté par le Fortuna Düsseldorf. Le cercle resta donc au 3e niveau mais qui devenait la Regionalliga West-Südwest.
Terminant trois saisons de rang en milieu de tableau, le club changea son appellation en 1998 et devint le SC Paderborn 07.

### SC Paderborn 07
Restant en milieu de tableau, le SCP 07 fit les frais d'une réforme des ligues en 2000. De quatre séries, la Regionalliga fut réduite à 2. Le club termina 13e, soit une place trop court et fut contraint de descendre en Oberliga Westfalen, au 4e niveau.
Le cercle fut immédiatement champion et monta en Regionalliga Nord. Il s'y installa dans la première moitié du classement et améliora ses performances de saison en saison. En 2005, le SC Paderborn 07 fut vice-champion derrière le Braunschweiger TSV Eintracht. Cette place permettait de monter directement en 2. Bundesliga. Le club retrouva le 2e niveau de la hiérarchie vingt ans après la fusion l'ayant constitué.
À la fin de cette saison, le SC Paderborn 07 se retrouva involontairement mêlé à l'Affaire Hoyzer, du nom d'un arbitre qui reconnut avoir participé à la falsification de rencontres au profit d'une maffia de paris clandestins. Lors d'un match de DFB-Pokal, le SC Paderborn 07 avait éliminé le Hamburger SV (4-2, après avoir été mené 0-2). Lors de cette partie, l'arbitre Hoyzer avait accordé deux penalties généreux à Paderborn et expulsé injustement l'attaquant belge du HSV, Émile Mpenza. Le résultat de cette partie ne fut jamais annulé.
Le club termina deux saisons de rang en milieu de tableau puis en 2008, il redescendit vers la 3. Liga nouvellement créée. La saison suivante, le SC Paderborn 07 termina troisième derrière les deux montants directs (Union Berlin et Fortuna Düsseldorf). Lors du barrage contre le VfL Osnabrück (16e en 2. Bundesliga), le SCP 07 s'imposa deux fois (0-1 et 1-0) et retourna dans l'antichambre de l'élite. La saison suivante, il assura son maintien avec une jolie 5e place.
En 2010-2011, le SC Paderborn 07 évolua en 2. Bundesliga, soit le 2e niveau de la hiérarchie de la DFB. La saison suivante, avec Roger Schmidt à sa tête, le club lutte longtemps pour l'accession à l'échelon supérieur avant de terminer finalement à une honorable 5e place. Lors de la saison 2013-2014, le SC Paderborn 07 termine deuxième du championnat et accède ainsi pour la première fois de son histoire à la Bundesliga lors de la saison 2014-2015.

### Du rêve à la descente aux enfers en l'espace de trois années
Pour sa première saison en Bundesliga, le club se classe dernier, malgré un excellent début de saison grâce auquel il avait occupé la place de leader à l'issue de la quatrième journée. La relégation en 2. Bundesliga ne fait qu'accélérer la descente aux enfers de Paderborn, puisque le club vit une saison cauchemardesque et termine de nouveau dernier et se voit relégué pour la deuxième année consécutive, cette fois-ci en 3. Liga. Les déboires du club ne s'arrêtèrent pas là puisque la saison 2016/2017 est une nouvelle fois catastrophique et Paderborn ne peut -pour la troisième année consécutive ! - éviter la zone de relégation en raison d'une triste 18e place (sur 20 clubs). Le club s'apprête donc à enchaîner une troisième descente en trois ans, mais un incroyable concours de circonstances va permettre sa résurrection.

### Un repêchage bénéfique suivi d'une incroyable résurrection
Parti pour évoluer en Regionalliga pour la saison 2017/2018,  le club sera finalement repêché en 3. Liga au détriment du TSV 1860 München pour une histoire de licence. Il validera son billet pour la 2. Bundesliga à trois journées de la fin, en ayant occupé les premières places pratiquement toute la saison. 
De retour en 2. Bundesliga et après avoir pratiquement été classé confortablement durant plusieurs journées en milieu de classement, Paderborn enchaînera dans les derniers matchs de la saison une série de victoires qui, combinée à l'effondrement en fin de saison du Hambourg SV, lui permettra de valider -  grâce à une meilleure différence de buts que l'1. FC Union Berlin- pour la deuxième fois de son histoire son accession pour la Bundesliga et ce alors que moins de deux ans plus tôt il aurait dû être relégué en quatrième division !

### Retour éphémère en Bundesliga
Pour son retour en Bundesliga, la saison 2019/2020 est très compliquée et finira bon dernier place qu'il occupera dès la cinquième journée avec seulement quatre victoires et donc de retrouver la 2. Bundesliga ou il finira 8e en 2021 avec comme fait d'arme une écrasante victoire sur le score de 8-3 sur le terrain du FC Erzgebirge Aue puis 6e en 2022 et 2023, 7e en 2024, 4e en 2025.

## Palmarès

### VfJ 08 Paderdorn
- Champion de la Landesliga Wesfalen (III) : 1952

### TuS 07/10 Schloss Neuhaus
- Champion de l'Oberliga Westfalen (III) : 1982
- Vice-Champion de l'Oberliga Westfalen (III) : 1979

### 1. FC Paderborn
- Vice-champion de la Verbandsliga Westfalen (III): 1978.
- Vice-Champion de l'Oberliga Westfalen (III) : 1980
- Champion de l'Oberliga Westfalen (III) : 1981

### TuS Paderborn-Neuhaus
- Vice-Champion de l'Oberliga Westfalen (III) : 1994
- Vice-Champion de l'Oberliga Westfalen (III) : 1986, 1990

### SC Paderborn 07
- Champion de l'Oberliga Westfalen (IV) : 2001
- Vice-champion de la Regionalliga Nord (III) : 2005

## Personnalités du club

### Effectif professionnel actuel
Le tableau suivant présente l'effectif du SC Paderborn pour la saison 2024-2025.
| N° | Nat.                            | Poste | Nom du joueur                        |
| -- | ------------------------------- | ----- | ------------------------------------ |
| 1  | Drapeau de l'Allemagne          | G     | Manuel Riemann                       |
| 4  | Drapeau de l'Allemagne          | D     | Calvin Brackelmann                   |
| 5  | Drapeau des États-Unis          | M     | Santiago Castañeda                   |
| 6  | Drapeau de l'Allemagne          | M     | Marvin Mehlem (en prêt de Hull City) |
| 7  | Drapeau de l'Allemagne          | A     | Filip Bilbija                        |
| 10 | Drapeau des Pays-Bas            | A     | Koen Kostons                         |
| 11 | Drapeau de l'Allemagne          | A     | Sven Michel                          |
| 16 | Drapeau de la Macédoine du Nord | D     | Visar Musliu                         |
| 17 | Drapeau de l'Allemagne          | D     | Laurin Curda                         |
| 19 | Drapeau de l'Allemagne          | M     | Luca Herrmann                        |
| 20 | Drapeau de l'Allemagne          | D     | Felix Götze                          |

| No. | Nat.                    | Position | Nom du joueur                                    |
| --- | ----------------------- | -------- | ------------------------------------------------ |
| 22  | Drapeau de l'Allemagne  | M        | Mattes Hansen                                    |
| 23  | Drapeau des Philippines | M        | Raphael Obermair                                 |
| 24  | Drapeau de la Finlande  | M        | Casper Terho (en prêt de l'Union Saint-Gilloise) |
| 25  | Drapeau de l'Allemagne  | D        | Tjark Scheller                                   |
| 26  | Drapeau de l'Allemagne  | M        | Sebastian Klaas                                  |
| 29  | Drapeau de l'Allemagne  | A        | Ilyas Ansah                                      |
| 32  | Drapeau du Kosovo       | M        | Aaron Zehnter                                    |
| 33  | Drapeau de l'Allemagne  | D        | Marcel Hoffmeier                                 |
| 36  | Drapeau de l'Allemagne  | A        | Felix Platte                                     |
| 39  | Drapeau de l'Allemagne  | A        | Adriano Grimaldi                                 |
| 40  | Drapeau de l'Allemagne  | M        | Niclas Nadj                                      |

Mise à jour le 28 janvier 2025.

### Staff
| Nom              | Nationalité | Fonction               |
| ---------------- | ----------- | ---------------------- |
|                  |             | Entraineur             |
| Frank Fröhling   |             | Entraineur Adj.        |
| Nico Burchert    |             | Entraineur de gardiens |
| Johannes Thienel |             | Entraîneur Athlétique  |